# Román Quian Alcocer
Eduardo Román Quian Alcocer (Cozumel, Quintana Roo; 1 de diciembre de 1967) es un político mexicano perteneciente al Partido Revolucionario Institucional, diputado federal por el I Distrito Electoral Federal de Quintana Roo. 
Fue presidente municipal de Solidaridad del 2008 al 2011